# Logan Farrington
Logan Farrington (Racine, 14 dicembre 2001) è un calciatore statunitense, attaccante del FC Dallas.

## Carriera
Ha iniziato a giocare a calcio nel Bavarian SC per poi iscriversi all'Università di Wisconsin–Milwaukee dove ha giocato con la formazione locale dei Milwaukee Panthers. Nel 2023 si è trasferito all'Università statale dell'Oregon dove ha giocato con gli Oregon State Beavers. Nel periodo collegiale ha giocato per due stagioni in USL League Two con la maglia del Ventura C.F., vincendo il campionato nel 2022 e vincendo il titolo di capocannoniere ed il premio di miglior giocatore nel 2023.
Il 19 dicembre 2023 è stato selezionato dal FC Dallas nel SuperDrafted il 25 febbraio ha debuttato in MLS nell'incontro vinto 2-1 contro il S.J. Earthquakes. Ha segnato il suo primo gol con il club rossoblu il 5 maggio seguente decidendo la sfida di Lamar Hunt U.S. Open Cup contro il Memphis 901 terminata 1-0 e si è ripetuto nel turno successivo contro il T.B. Rowdies. Ha trovato la prima marcatura in MLS il 20 giugno nella partita vinta 5-3 contro il Minnesota Utd.

## Statistiche

### Presenze e reti nei club
Statistiche aggiornate al 6 gennaio 2025.
| Stagione            | Squadra             | Campionato          | Campionato | Campionato | Coppe nazionali | Coppe nazionali | Coppe nazionali | Coppe continentali | Coppe continentali | Coppe continentali | Altre coppe | Altre coppe | Altre coppe | Totale | Totale | Totale |
| Stagione            | Squadra             | Comp                | Pres       | Reti       | Comp            | Pres            | Reti            | Comp               | Pres               | Reti               | Comp        | Pres        | Reti        | Pres   | Reti   |        |
| ------------------- | ------------------- | ------------------- | ---------- | ---------- | --------------- | --------------- | --------------- | ------------------ | ------------------ | ------------------ | ----------- | ----------- | ----------- | ------ | ------ | ------ |
| 2022                | Ventura C.F.        | USL2                | 11+5       | 8+1        | USCup           | 0               | 0               | -                  | -                  | -                  | -           | -           | -           | 16     | 9      |        |
| 2023                | Ventura C.F.        | USL2                | 12+3       | 13+4       | USCup           | 0               | 0               | -                  | -                  | -                  | -           | -           | -           | 15     | 17     |        |
| Totale Ventura C.F. | Totale Ventura C.F. | Totale Ventura C.F. | 31         | 26         |                 | 0               | 0               |                    | -                  | -                  |             | -           | -           | 31     | 26     |        |
| 2024                | North Texas         | MNP                 | 5          | 2          | -               | -               | -               | -                  | -                  | -                  | -           | -           | -           | 5      | 2      |        |
| 2024                | FC Dallas           | MLS                 | 29         | 4          | USCup           | 3               | 2               | -                  | -                  | -                  | LC          | 0           | 0           | 32     | 6      |        |
| Totale carriera     | Totale carriera     | Totale carriera     | 65         | 32         |                 | 3               | 2               |                    | -                  | -                  |             | 0           | 0           | 68     | 34     |        |

## Palmarès

### Club

#### Competizioni nazionali
- USL League Two: 1

Ventura C.F.: 2022